# 中山大学光华口腔医学院

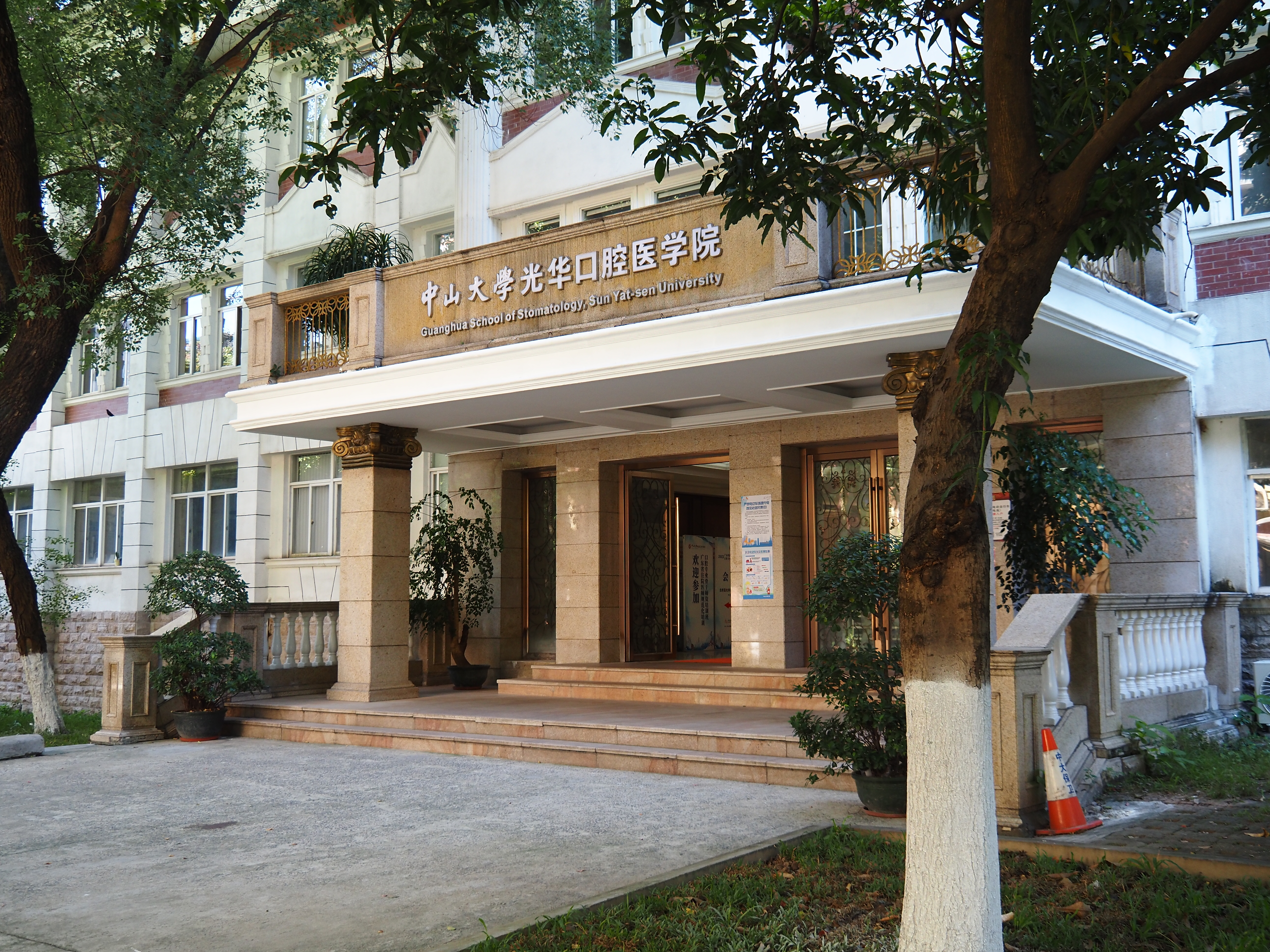
中山大学光华口腔医学院

中山大学光华口腔医学院（Guanghua School of Stomatology, Sun Yat-sen University），是中山大学下属医科院系之一，院址位于广州校区北校园内。该院与中山大学附属口腔医院、中山大学口腔医学研究所形成三位一体的办院模式。
该院前身为1974年成立的中山医学院口腔系，1997年12月发展成为中山医科大学口腔医学院。2001年10月，因中山医科大学与中山大学合并，该院更名为中山大学光华口腔医学院。目前，该院共设有19个教研室，开设包括博士、硕士、七年制本硕、全日制五年制本科和非全日制本科在内的完整的人才培养体系。